# Klaus an der Pyhrnbahn
Klaus an der Pyhrnbahn là một đô thị ở huyện Kirchdorf an der Krems bang Oberösterreich, nước Áo. Đô thị này có diện tích 108 km², dân số thời điểm ngày 31 tháng 12 năm 2005 là 1165 người.